# Stuckless-Gletscher
Der Stuckless-Gletscher ist ein Gletscher auf Black Island im antarktischen Ross-Archipel. Er fließt zwischen den Rowe-Nunatakkern und Kap Beck in südwestlicher Richtung zur Moraine Strait, wo er in das McMurdo-Schelfeis mündet.
Das Advisory Committee on Antarctic Names benannte ihn 1999 nach dem US-amerikanischen Geologen John S. Stuckless von der Northern Illinois University, der sich ab 1972 in mehreren antarktischen Sommerkampagnen mit den geochemischen Eigenschaften von Vulkangesteinen im Gebiet des Ross-Archipels befasst hatte, um sie mit den in den Antarktischen Trockentälern gewonnenen Bohrkernproben zu vergleichen. 